# Folke Broberg
Folke Bernhard Julius Broberg, född 15 juni 1906 i Örebro församling i Örebro län, död 3 maj 1994 i Hjo församling i dåvarande Skaraborgs län, var en svensk jurist och ämbetsman.
Folke Broberg var son till bankkassören Julius Broberg och Karin, ogift Aulin. Efter akademiska studier blev han juris kandidat 1934 varefter han gjorde sin tingsmeritering 1934–1936. Han blev amanuens vid Pensionsstyrelsen 1936, aktuarie där 1939, förste byråsekreterare 1944, byrådirektör 1947 samt tillförordnad byråchef 1943–1947 och 1952–1953. Broberg var byråchef vid Riksförsäkringsanstalten (RFA) 1955–1961 (tillförordnad 1953–1954), ställföreträdande för generaldirektören 1955–1960, tillförordnad överdirektör 1960–1961, försäkringsdomare 1961–1971 och ställföreträdande vid presidiet hos Försäkringsdomstolen 1961–1971.
Han var sakkunnig i socialvårdskommittén 1945–1946 och 1949–1951. Åren 1949–1971 var han sekreterare i styrelsen för Konung Gustaf V:s 80-årsfond och nämnden för Konung Gustaf V:s forskningsinstitution.
Folke Broberg gifte sig 1936 med Gunnel Samzelius (1908–1989), dotter till riksbanksdirektören Per Samzelius och Elsa, ogift Björkman. De fick tre barn: författaren Margareta Lööf Eriksson (född 1937; tidigare gift med Jan Lööf), skådespelaren Krister Broberg (född 1941) och lantmätaren Håkan Broberg (1944–1977).
Tillsammans med hustru och son är han begravd på Hjo kyrkogård i Västergötland.